# Verenigde Energiebedrijven van het Scheldeland

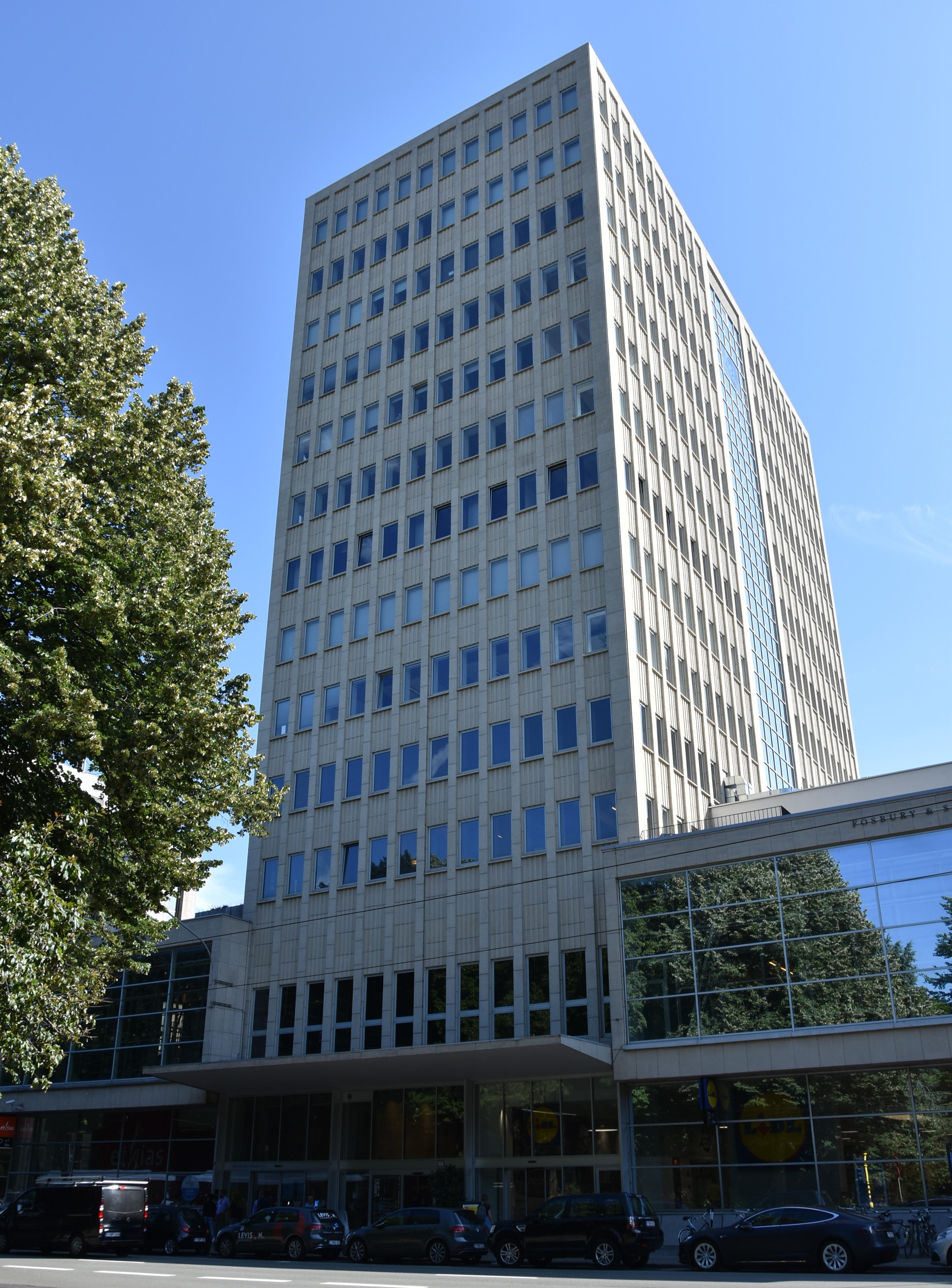
Voormalig gebouw van EBES te Antwerpen, ontworpen door Léon Stynen

Ebes of de Verenigde Energiebedrijven van het Scheldeland (Frans: Sociétés Réunies d'Energie du Bassin de l'Escaut) was een Belgisch energiebedrijf dat ontstond in 1905 en in 1990 opging in Electrabel.

## Begin (1905)

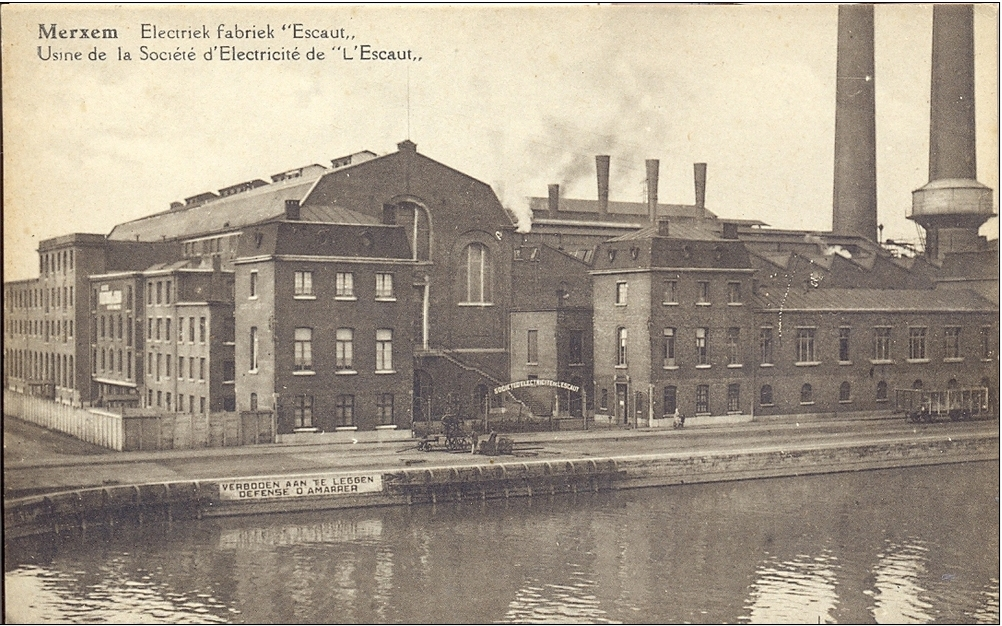
Elektriciteitscentrale van Merksem

De oorsprong van Ebes ligt bij Société d'Électricité de l'Escaut (S.E.E.), die opgericht werd in 1905 in de schoot van de Generale Maatschappij van België. De belangrijkste aandeelhouders zijn de GM (10%), de Compagnie Électrique Anversoise (C.E.A.) (25%), de Compagnie Générale des Tramways (C.G.T.) (25%) en de Compagnie Mutuelle des Tramways (C.M.T.). Deze laatste werd later Tractionel, die een belangrijke aandeelhouder van Ebes bleef. Het doel van de S.E.E. was de productie van elektriciteit om de Antwerpse agglomeratie te bedienen. Hiervoor bouwde zij tussen 1906 en 1908 een centrale in Merksem. Onder impuls van Charles Charlier, een ingenieur en oprichter van de C.M.T., diende de centrale ook voor de voorziening van elektriciteit voor het openbaar vervoer: de trams.
In 1927 creëerde de S.E.E. tezamen met de Société Générale Belge d'Entreprises Electriques (S.G.B.E.E., twee jaar later gefuseerd tot Electrobel) een filiaal genaamd Interescaut. Deze onderneming heeft als enig doel elektriciteitsproductie (niet voor transport). Interescaut bouwt een centrale in Schelle met een vermogen van 500 MW die in werking treedt in 1930.

## Ebes (1956)
In 1956 fuseerde S.E.E. met twee andere bedrijven in het Scheldeland, namelijk de Centrales Électriques des Flandres et du Brabant (CEFB) en S.E.C. De drie bedrijven waren alle drie dochterbedrijven van Tractionel. De nieuwe naam werd Ebes, kort voor 'Verenigde Energiebedrijven van het Scheldeland N.V.'. Het energiepark van Ebes bestaat op dat moment uit de centrales van Merksem, Langerbrugge, Oisquercq, Mol, Oostende, Charleroi en Schelle. In 1956 was Ebes de grootste elektriciteitsproducent van België. Vanaf 1962 bouwt Ebes aan een gemengde centrale (olie, steenkool en hoogovengas) in Rodenhuize in de haven van Gent om het siderurgische complex van SIDMAR van elektriciteit te voorzien. De centrale van Rodenhuize bestaat uit drie eenheden van 125 MW die in 1964, 1965 en 1969 in gebruik worden genomen. In 1978 volgt een vierde eenheid van 300 MW.
In 1962, voor de komst van het nucleaire tijdperk, is Ebes de tweede belangrijkste producent van elektriciteit in België met een productie van 2996 GWh in 1962 en een totaal vermogen van 747 MW. Dit komt neer op 31% van de Belgische elektriciteitsproductie en 30% van het geïnstalleerde vermogen in België. In 1962 is concurrent Intercom (met Electrobel als belangrijkste aandeelhouder) de belangrijkste elektriciteitsproducent met 3873 GWh en 949 MW geïnstalleerd vermogen.

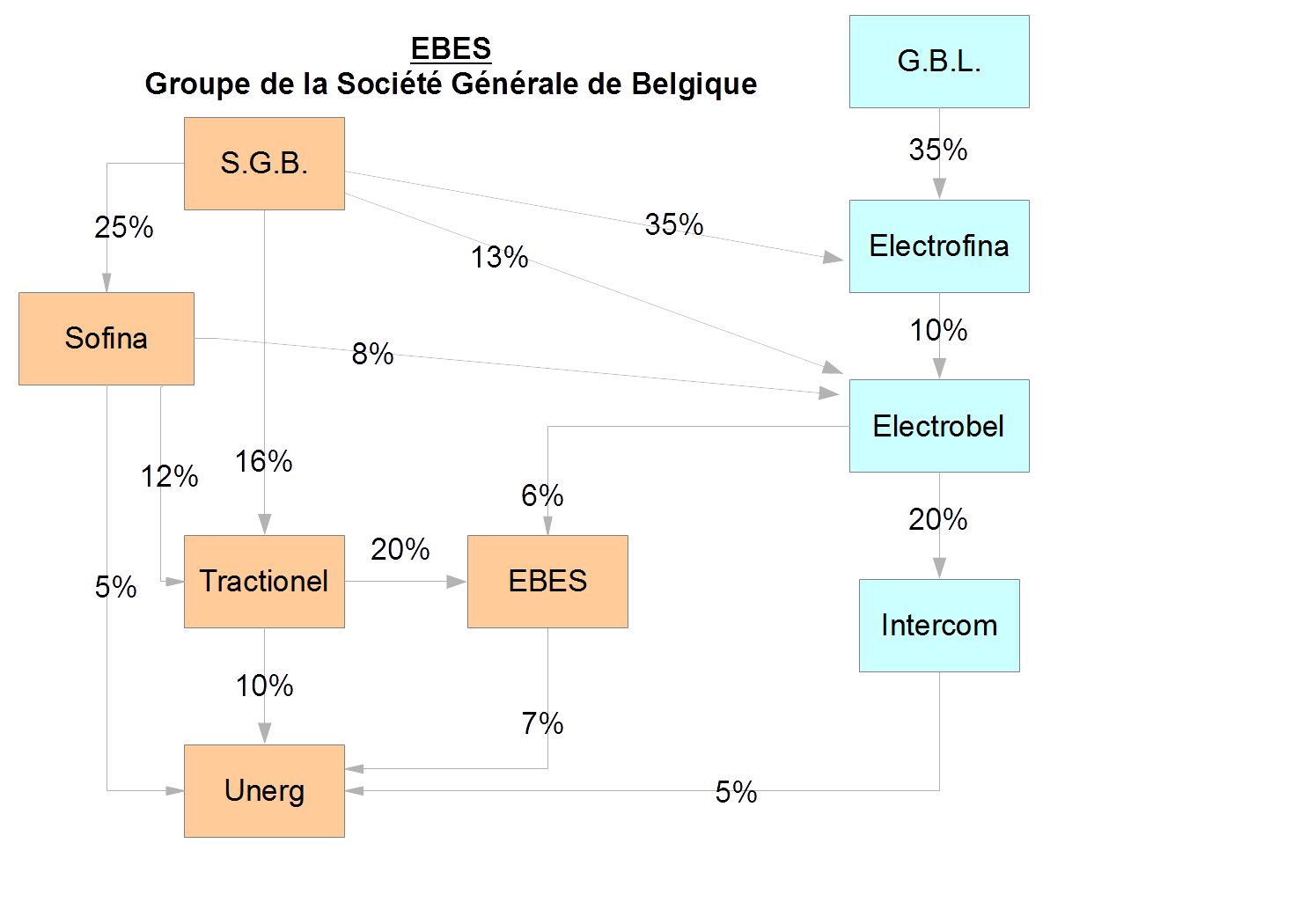
Vereenvoudigd organigram van de groep GM/Ebes, begin jaren 80

Ondertussen participeerde Ebes ook in de uitbouw van het elektriciteitsnet in zijn regio en werd het de bouwheer voor de kerncentrale van Doel. Intercom en Unerg kregen echter ook participaties in de kerncentrale van Doel. Tegen 1982 had Tractionel zijn aandeel in Ebes opgebouwd van 4% tot 20%. Ook Electrobel (met de Groupe Bruxelles-Lambert en Albert Frère achter zich) had een participatie van zes procent in Ebes. De Generale Maatschappij van België had via haar aandelen in Tractionel en Electrobel aandelen in Ebes (en Intercom en Unerg). Deze grote verwevenheid kondigde de fusie van de Belgische elektriciteitsbedrijven aan. Uit schrik voor een vijandige overname, kiezen ze voor een verdere consolidering. In 1990 fuseert Intercom met Ebes en Unerg tot Electrabel.